# Bruce (cràter)
Bruce és un petit cràter d'impacte de la Lluna situat al Sinus Medii. Es troba a l'oest-nord-oest del cràter irregular Rhaeticus, i es troba a 33 km a l'oest de Blagg, encara més petit.
És circular i amb forma de copa, sense impactes notables superposats en la vora o l'interior, que té una albedo generalment més alta que la del terreny circumdant, però hi ha una banda de material més fosc que creua el punt mig del cràter d'oest a est. Està envoltat per la mar lunar, amb uns petits cràters en la superfície cap a l'est.

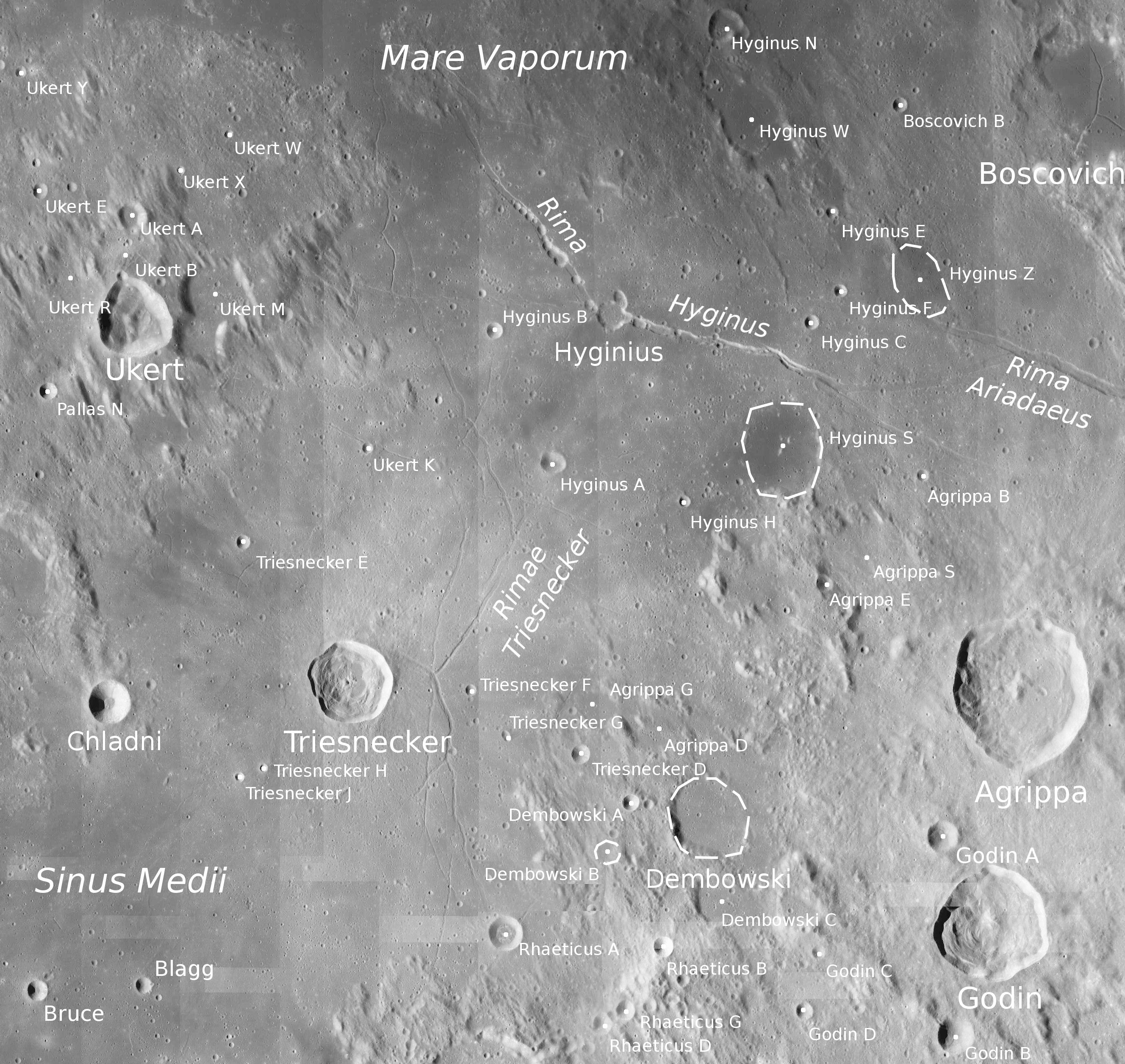
Localització de Bruce (a baix a l'esquerra)
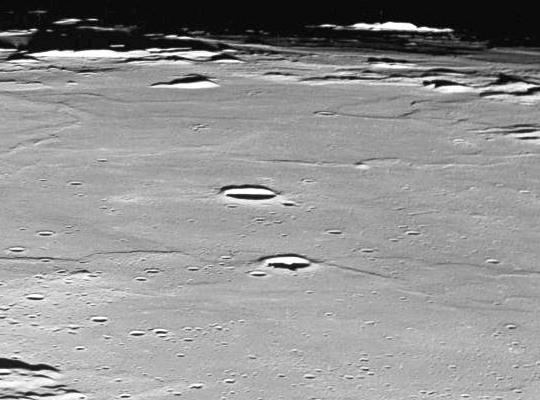
Vista obliqua des de l'oest amb Bruce (al centre) i Blagg. Fotografia de la missió Apollo 10
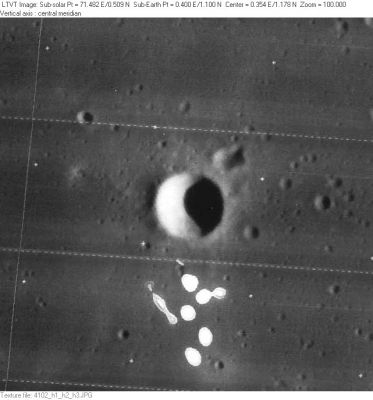
Imatge de la missió Lunar Orbiter 4 (les marques blanques són presents a la imatge original)

Menys de 40 km al sud-sud-est apareix el punt original de sistema de coordenades selenogràfiques. La Terra apareix sempre en el zenit des del sòl d'aquest cràter. Tant les sondes Surveyor 4 com la Surveyor 6 van aterrar a uns 50 km a l'oest-sud-oest de Bruce.